# Campeonato Catarinense de Futebol de 2005 - Série B1
O Campeonato Catarinense de 2005 - Série B1 foi a segunda edição do terceiro nível do Campeonato Catarinense. 10 equipes participaram do campeonato, tendo o Próspera como campeão. 
De acordo com o regulamento do campeonato, o Figueirense B tinha direito ao acesso para a segunda divisão estadual. Porém, a FCF não permitia a classificação de times reservas para a série A2, como o Cidade Azul era o próximo na classificação geral do campeonato, o clube foi promovido a segunda divisão estadual. 
Em duas oportunidades, o Sport Brasil foi punido com perda de pontos. Na primeira rodada do Turno, em partida contra o Inter de Lages, o Sport Brasil escalou um jogador irregular e foi punido com a perda de 6 pontos, já no Returno, novamente na primeira rodada contra o Inter de Lages, escalou outro jogador irregular e também foi punido com a perda de mais 6 pontos. Na campanha geral, o clube fez 27 pontos, e terminaria na quarta posição, garantindo uma vaga no Quadrangular Final, porém com a perda de 12 pontos, o time acabou na lanterna do campeonato. 

## Participantes e regulamento

### Regulamento
Os 10 participantes jogaram em um grupo único. O campeonato foi dividido em três fases:
Turno: Os clubes jogaram todos contra todos em apenas um turno. Os 8 melhores colocados do grupo foram classificados para às Quartas de Final. As Quartas de Final foram disputadas em jogos de ida e volta, sendo que o primeiro colocado enfrentou o oitavo, o segundo o sétimo, o terceiro o sexto e o quarto o quinto. Os vencedores se classificaram para as Semifinais, onde jogaram também ida e volta. Os vencedores se enfrentaram em uma final de 2 jogos e o vencedor desta foi classificado para o quadrangular final.
Returno: Idêntico ao primeiro, com os jogos de volta.
Quadrangular Final: Os vencedores de ambos os turnos e os dois melhores classificados na classificação geral (Turno mais Returno, somando-se apenas as partidas nas fases em que todos os times jogaram), fizeram o quadrangular final do campeonato. O vencedor desta fase foi declarado o Campeão Catarinense da Série B1 de 2005, e os dois finalistas (campeão e vice), foram promovidos à Divisão Especial de 2006.
Nas fases eliminatórias, vence o clube que somar mais pontos, independente do saldo de gols, caso haja empate, zera-se o placar e realiza-se uma prorrogação de 30 minutos, se a prorrogação resultar em um empate, o time de melhor campanha passa.

### Participantes
| Equipe              | Município         | Em 2004   | Estádio                            | Capacidade     | Títulos |
| ------------------- | ----------------- | --------- | ---------------------------------- | -------------- | ------- |
| Camboriuense        | Camboriu          | 10º       | Robertão                           | 2 000          | 0       |
| Cidade Azul         | Tubarão           | Estreante | Estádio Domingos Silveira Gonzales | 1 706          | 0       |
| Concórdia           | Concórdia         | Estreante | Domingos Machado de Lima           | 3 161          | 0       |
| Figueirense B       | Florianópolis     | 3º        | Orlando Scarpelli                  | 19 584         | 0       |
| Inter de Lages      | Lages             | 7º        | Tio Vida                           | 4 681          | 0       |
| Madureira           | Blumenau          | Estreante | Complexo Esportivo Bernardo Werner | 3 624          | 0       |
| Maravilha           | Maravilha         | Estreante | Dr. Leal Filho                     | Sem informação | 0       |
| Operários Mafrenses | Mafra             | 8º        | Pedra Amarela                      | 2 500          | 0       |
| Próspera            | Criciúma          | Estreante | Mario Balsini                      | 4 500          | 0       |
| Sport Brasil        | Capivari de Baixo | Estreante | Estádio Domingos Silveira Gonzales | 1 706          | 0       |

## Turno

### Primeira fase
| Pos. | Equipes             | P  | J | V | E | D | GP | GC | SG  | %  | Classificação                          |
| ---- | ------------------- | -- | - | - | - | - | -- | -- | --- | -- | -------------------------------------- |
| 1    | Cidade Azul         | 24 | 9 | 8 | 0 | 1 | 31 | 10 | +21 | 89 | Classificados para as Quartas de final |
| 2    | Figueirense B       | 21 | 9 | 6 | 3 | 0 | 24 | 14 | +10 | 78 | Classificados para as Quartas de final |
| 3    | Operários Mafrenses | 15 | 9 | 5 | 0 | 4 | 22 | 12 | +10 | 56 | Classificados para as Quartas de final |
| 4    | Concórdia           | 11 | 9 | 3 | 2 | 4 | 16 | 17 | –1  | 41 | Classificados para as Quartas de final |
| 5    | Madureira           | 11 | 9 | 3 | 2 | 4 | 15 | 16 | –1  | 41 | Classificados para as Quartas de final |
| 6    | Próspera            | 10 | 9 | 3 | 1 | 5 | 15 | 21 | –6  | 37 | Classificados para as Quartas de final |
| 7    | Inter de Lages      | 10 | 9 | 2 | 4 | 3 | 16 | 19 | –3  | 37 | Classificados para as Quartas de final |
| 8    | Camboriuense        | 9  | 9 | 3 | 0 | 6 | 14 | 33 | –19 | 33 | Classificados para as Quartas de final |
| 9    | Sport Brasil        | 5a | 9 | 3 | 2 | 4 | 17 | 20 | –3  | 41 |                                        |
| 10   | Maravilha           | 5  | 9 | 1 | 2 | 6 | 10 | 18 | –8  | 19 |                                        |

aSport Brasil perdeu 6 pontos por escalar um atleta irregular na primeira rodada.

### Fases finais
Em itálico, os times que possuem o mando de campo no primeiro jogo do confronto e em negrito os times classificados.
|  | Quartas de final          | Quartas de final  | Quartas de final | Quartas de final |   |                     | Semifinais       | Semifinais       | Semifinais       | Semifinais       |  |                     | Final            | Final            | Final            | Final            |  |  |
|  | 13 a 18 de julho          | 13 a 18 de julho  | 13 a 18 de julho | 13 a 18 de julho |   |                     | 20 a 25 de julho | 20 a 25 de julho | 20 a 25 de julho | 20 a 25 de julho |  |                     | 27 e 31 de julho | 27 e 31 de julho | 27 e 31 de julho | 27 e 31 de julho |  |  |
|  |                           |                   |                  |                  |   |                     |                  |                  |                  |                  |  |                     |                  |                  |                  |                  |  |  |
|  | Camboriuense              | 1                 | 2 (0)            | 3                |   |                     |                  |                  |                  |                  |  |                     |                  |                  |                  |                  |  |  |
|  | Cidade Azul (pro)         | 2                 | 1 (2)            | 5                |   |                     |                  |                  |                  |                  |  |                     |                  |                  |                  |                  |  |  |
|  | Cidade Azul (pro)         | 2                 | 1 (2)            | 5                |   | Madureira           | 2                | 0                | 2                |                  |  |                     |                  |                  |                  |                  |  |  |
|  |                           |                   |                  |                  |   | Madureira           | 2                | 0                | 2                |                  |  |                     |                  |                  |                  |                  |  |  |
|  |                           | Cidade Azul       | 2                | 3                | 5 |                     |                  |                  |                  |                  |  |                     |                  |                  |                  |                  |  |  |
|  | Madureira                 | Cidade Azul       | 2                | 3                | 5 | 2                   | 0                | 2                |                  |                  |  |                     |                  |                  |                  |                  |  |  |
|  | Madureira                 |                   |                  |                  |   | 2                   | 0                | 2                |                  |                  |  |                     |                  |                  |                  |                  |  |  |
|  | Concórdia                 | 1                 | 0                | 1                |   |                     |                  |                  |                  |                  |  |                     |                  |                  |                  |                  |  |  |
|  | Concórdia                 | 1                 | 0                | 1                |   |                     |                  |                  |                  |                  |  | Operários Mafrenses | 1                | 0 (0)            | 1                |                  |  |  |
|  |                           |                   |                  |                  |   |                     |                  |                  |                  |                  |  | Operários Mafrenses | 1                | 0 (0)            | 1                |                  |  |  |
|  |                           | Cidade Azul (pro) | 0                | 2 (1)            | 3 |                     |                  |                  |                  |                  |  |                     |                  |                  |                  |                  |  |  |
|  | Próspera                  | Cidade Azul (pro) | 0                | 2 (1)            | 3 | 0                   | 3 (0)            | 3                |                  |                  |  |                     |                  |                  |                  |                  |  |  |
|  | Próspera                  |                   |                  |                  |   | 0                   | 3 (0)            | 3                |                  |                  |  |                     |                  |                  |                  |                  |  |  |
|  | Operários Mafrenses (pro) | 0                 | 3 (2)            | 5                |   |                     |                  |                  |                  |                  |  |                     |                  |                  |                  |                  |  |  |
|  | Operários Mafrenses (pro) | 0                 | 3 (2)            | 5                |   | Operários Mafrenses | 2                | 0                | 2                |                  |  |                     |                  |                  |                  |                  |  |  |
|  |                           |                   |                  |                  |   | Operários Mafrenses | 2                | 0                | 2                |                  |  |                     |                  |                  |                  |                  |  |  |
|  |                           | Figueirense B     | 1                | 0                | 1 |                     |                  |                  |                  |                  |  |                     |                  |                  |                  |                  |  |  |
|  | Inter de Lages            | Figueirense B     | 1                | 0                | 1 | 1                   | 3 (0)            | 4                |                  |                  |  |                     |                  |                  |                  |                  |  |  |
|  | Inter de Lages            |                   |                  |                  |   | 1                   | 3 (0)            | 4                |                  |                  |  |                     |                  |                  |                  |                  |  |  |
|  | Figueirense B (pro)       | 2                 | 2 (1)            | 5                |   |                     |                  |                  |                  |                  |  |                     |                  |                  |                  |                  |  |  |

### Vencedor do Turno
| Campeonato Catarinense de 2005 Série B1 (Turno) |
| ----------------------------------------------- |
| Tubarão                                         |
| Cidade Azul Campeão                             |

## Returno

### Primeira fase
| Pos. | Equipes             | P   | J | V | E | D | GP | GC | SG  | %  | Classificação                          |
| ---- | ------------------- | --- | - | - | - | - | -- | -- | --- | -- | -------------------------------------- |
| 1    | Próspera            | 22  | 9 | 6 | 2 | 1 | 22 | 9  | +13 | 81 | Classificados para as Quartas de final |
| 2    | Operários Mafrenses | 16  | 9 | 4 | 4 | 1 | 16 | 8  | +8  | 59 | Classificados para as Quartas de final |
| 3    | Inter de Lages      | 14  | 9 | 3 | 5 | 1 | 24 | 16 | +8  | 52 | Classificados para as Quartas de final |
| 4    | Cidade Azul         | 13  | 9 | 3 | 4 | 2 | 15 | 15 | 0   | 48 | Classificados para as Quartas de final |
| 5    | Maravilha           | 11  | 9 | 3 | 2 | 4 | 12 | 21 | –9  | 40 | Classificados para as Quartas de final |
| 6    | Sport Brasil        | 10a | 9 | 4 | 4 | 1 | 17 | 10 | +7  | 59 | Classificados para as Quartas de final |
| 7    | Madureira           | 10  | 9 | 2 | 4 | 3 | 15 | 19 | –4  | 37 | Classificados para as Quartas de final |
| 8    | Camboriuense        | 8   | 9 | 2 | 2 | 5 | 13 | 17 | –4  | 30 | Classificados para as Quartas de final |
| 9    | Concórdia           | 6   | 9 | 1 | 3 | 5 | 14 | 19 | –5  | 22 |                                        |
| 10   | Figueirense B       | 5   | 9 | 1 | 2 | 6 | 10 | 24 | –14 | 19 |                                        |

aSport Brasil perdeu 6 pontos por escalar um atleta irregular na primeira rodada.

### Fases finais
Em itálico, os times que possuem o mando de campo no primeiro jogo do confronto e em negrito os times classificados.
|  | Quartas de final    | Quartas de final    | Quartas de final  | Quartas de final  |   |                | Semifinais         | Semifinais         | Semifinais         | Semifinais         |  |                     | Final                         | Final                         | Final                         | Final                         |  |  |
|  | 1 a 12 de outubro   | 1 a 12 de outubro   | 1 a 12 de outubro | 1 a 12 de outubro |   |                | 16 e 22 de outubro | 16 e 22 de outubro | 16 e 22 de outubro | 16 e 22 de outubro |  |                     | 30 de outubro e 2 de novembro | 30 de outubro e 2 de novembro | 30 de outubro e 2 de novembro | 30 de outubro e 2 de novembro |  |  |
|  |                     |                     |                   |                   |   |                |                    |                    |                    |                    |  |                     |                               |                               |                               |                               |  |  |
|  | Camboriuense        | 5                   | 0 (0)             | 5                 |   |                |                    |                    |                    |                    |  |                     |                               |                               |                               |                               |  |  |
|  | Próspera (pro)      | 3                   | 1 (2)             | 6                 |   |                |                    |                    |                    |                    |  |                     |                               |                               |                               |                               |  |  |
|  | Próspera (pro)      | 3                   | 1 (2)             | 6                 |   | Cidade Azul    | 1                  | 1                  | 2                  |                    |  |                     |                               |                               |                               |                               |  |  |
|  |                     |                     |                   |                   |   | Cidade Azul    | 1                  | 1                  | 2                  |                    |  |                     |                               |                               |                               |                               |  |  |
|  |                     | Próspera            | 1                 | 2                 | 3 |                |                    |                    |                    |                    |  |                     |                               |                               |                               |                               |  |  |
|  | Maravilha           | Próspera            | 1                 | 2                 | 3 | 1              | 1                  | 2                  |                    |                    |  |                     |                               |                               |                               |                               |  |  |
|  | Maravilha           |                     |                   |                   |   | 1              | 1                  | 2                  |                    |                    |  |                     |                               |                               |                               |                               |  |  |
|  | Cidade Azul         | 2                   | 2                 | 4                 |   |                |                    |                    |                    |                    |  |                     |                               |                               |                               |                               |  |  |
|  | Cidade Azul         | 2                   | 2                 | 4                 |   |                |                    |                    |                    |                    |  | Operários Mafrenses | 1                             | 1                             | 2                             |                               |  |  |
|  |                     |                     |                   |                   |   |                |                    |                    |                    |                    |  | Operários Mafrenses | 1                             | 1                             | 2                             |                               |  |  |
|  |                     | Próspera            | 2                 | 3                 | 5 |                |                    |                    |                    |                    |  |                     |                               |                               |                               |                               |  |  |
|  | Sport Brasil        | Próspera            | 2                 | 3                 | 5 | 0              | 3                  | 3                  |                    |                    |  |                     |                               |                               |                               |                               |  |  |
|  | Sport Brasil        |                     |                   |                   |   | 0              | 3                  | 3                  |                    |                    |  |                     |                               |                               |                               |                               |  |  |
|  | Inter de Lages      | 1                   | 5                 | 6                 |   |                |                    |                    |                    |                    |  |                     |                               |                               |                               |                               |  |  |
|  | Inter de Lages      | 1                   | 5                 | 6                 |   | Inter de Lages | 0                  | 2                  | 2                  |                    |  |                     |                               |                               |                               |                               |  |  |
|  |                     |                     |                   |                   |   | Inter de Lages | 0                  | 2                  | 2                  |                    |  |                     |                               |                               |                               |                               |  |  |
|  |                     | Operários Mafrenses | 0                 | 4                 | 4 |                |                    |                    |                    |                    |  |                     |                               |                               |                               |                               |  |  |
|  | Madureira           | Operários Mafrenses | 0                 | 4                 | 4 | 0              | 0                  | 0                  |                    |                    |  |                     |                               |                               |                               |                               |  |  |
|  | Madureira           |                     |                   |                   |   | 0              | 0                  | 0                  |                    |                    |  |                     |                               |                               |                               |                               |  |  |
|  | Operários Mafrenses | 4                   | 3                 | 7                 |   |                |                    |                    |                    |                    |  |                     |                               |                               |                               |                               |  |  |

### Vencedor do Returno
| Campeonato Catarinense de 2005 Série B1 (Returno) |
| ------------------------------------------------- |
| Criciúma                                          |
| Próspera Campeão                                  |

## Classificação após turno e returno
| Pos. | Equipes             | P   | J  | V  | E | D  | GP | GC | SG  | %  | Classificação                                           |
| ---- | ------------------- | --- | -- | -- | - | -- | -- | -- | --- | -- | ------------------------------------------------------- |
| 1    | Cidade Azul         | 37  | 18 | 11 | 4 | 3  | 46 | 25 | +21 | 69 | Campeão do Turno e classificado ao Quadrangular final   |
| 2    | Próspera            | 32  | 18 | 9  | 3 | 6  | 37 | 30 | +7  | 59 | Campeão do Returno e classificado ao Quadrangular final |
| 3    | Operários Mafrenses | 31  | 18 | 9  | 4 | 5  | 38 | 20 | +18 | 57 | Classificados ao Quadrangular final                     |
| 4    | Figueirense B       | 26  | 18 | 7  | 5 | 6  | 34 | 38 | –4  | 48 | Classificados ao Quadrangular final                     |
| 5    | Inter de Lages      | 24  | 18 | 5  | 9 | 4  | 40 | 35 | +5  | 44 |                                                         |
| 6    | Madureira           | 21  | 18 | 5  | 6 | 7  | 30 | 35 | –5  | 39 |                                                         |
| 7    | Camboriuense        | 17  | 18 | 5  | 2 | 11 | 27 | 50 | –23 | 31 |                                                         |
| 8    | Concórdia           | 17  | 18 | 4  | 5 | 9  | 20 | 36 | –16 | 31 |                                                         |
| 9    | Maravilha           | 16  | 18 | 4  | 4 | 10 | 22 | 39 | –17 | 30 |                                                         |
| 10   | Sport Brasil        | 15a | 18 | 7  | 6 | 5  | 34 | 30 | +4  | 50 |                                                         |

aSport Brasil perdeu 12 pontos por escalar um atleta irregular na primeira rodada do Turno, e na primeira rodada do Returno.

## Quadrangular final
Em itálico, os times que possuem o mando de campo no primeiro jogo do confronto e em negrito os times classificados.
|  | Semifinais          | Semifinais     | Semifinais | Semifinais |   |               | Final | Final | Final | Final |
|  |                     |                |            |            |   |               |       |       |       |       |
|  | Figueirense B       | 1              | 3          | 4          |   |               |       |       |       |       |
|  | Cidade Azul         | 0              | 1          | 1          |   |               |       |       |       |       |
|  | Cidade Azul         | 0              | 1          | 1          |   | Figueirense B | 2     | 0 (0) | 2     |       |
|  |                     |                |            |            |   | Figueirense B | 2     | 0 (0) | 2     |       |
|  |                     | Próspera (pro) | 0          | 1 (0)      | 1 |               |       |       |       |       |
|  | Operários Mafrenses | Próspera (pro) | 0          | 1 (0)      | 1 | 2             | 0 (0) | 2     |       |       |
|  | Operários Mafrenses |                |            |            |   | 2             | 0 (0) | 2     |       |       |
|  | Próspera (pro)      | 1              | 2 (1)      | 4          |   |               |       |       |       |       |

Após uma vitória e uma derrota em cada jogo da final, e o empate na prorrogação. O Próspera foi declarado o campeão devido a melhor campanha no campeonato.

## Final
O time de melhor campanha na classificação geral tem o direito do mando de campo na segunda partida da final.

### Partida de ida
| 23 de novembro | Figueirense B          | 2 – 0 | Próspera | Orlando Scarpelli, Florianópolis |
| 20:15          | Mazinho 13' · Édno 53' |       |          | Público: 592                     |

| Figueirense | Próspera |

### Partida de volta
| 27 de novembro | Próspera   | 1 – 0 (pro) | Figueirense B | Mario Balsini, Criciúma |
| 16:00          | Robson 54' |             |               | Público: Não informado  |

| Próspera | Figueirense |

## Premiação
| Campeonato Catarinense 2005 Série B1 |
| ------------------------------------ |
| Próspera Campeão (1º título)         |